# ルネ・シマー
ルネ・シマー（René Simard、1935年10月4日 - ）は、カナダの生物学者、医学博士。
ケベック州モントリオール生まれ。モントリオール大学で医学博士を取得（1962年）。パリ大学で科学博士を取得（1968年）。
シャーブルック大学教授を経て、モントリオール大学ガン研究所所長、モントリオール大学学長（1993年-1998年）。カナダ医学研究評議会議長、ガン研究国際センターの科学評議会議長などを歴任。専門は病理学、細胞生物学。
ガンの研究、健康の専門家として知られる。

## 著書（日本語訳）
- 『健康と人生―生老病死を語る』（共著：ギー・ブルジョ、池田大作）潮出版社2000年